# خام برنت

المتوسط الشهري لأسعار خام برنت منذ مايو 1987

خام برنت أو مزيج برنت (بالإنجليزية: Brent Crude)‏ وهو خام نفطي يستخدم كمعيار لتسعير ثلثي إنتاج النفط العالمي، خاصة في الأسواق الأوروبية والأفريقية، ويتكون برنت من مزيج نفطي من 15 حقلا مختلفًا في منطقتي برنت وتينيان (بعضها يقع في المملكة المتحدة والبعض الآخر في النرويج) اللتان تنتجان نحو 500 ألف برميل يوميا، ويعد من أنواع النفط الخفيفة الحلوة بسبب وزنه النوعي (حسب معهد النفط الأمريكي) البالغ 38 درجة وانخفاض نسبة الكبريت التي تصل إلى 0.37 في المائة. وبناء على الفروق بينه وبين الخامات الأخرى، فإنه بشكل عام يباع بسعر أعلى من سلة نفط أوبك بنحو دولار للبرميل، وبسعر أقل من خام غرب تكساس بنحو دولار أيضا، وتستخدم قيمته لتسعير ثلثي واردات العالم المتداول بها من النفط الخام. وعلى الرغم من أن الدول الأوروبية تستهلك أغلب إنتاج خام برنت، لكنه يصدر أحيانا إلى الولايات المتحدة وبعض الدول الأفريقية، إذا كان الفرق بين سعره وسعر النفط المماثل في هذه الأسواق أكبر من تكاليف الشحن. ويعد إشراف حقوله على النضوب مشكلة كبيرة للمتعاملين الذين بدأوا يبحثون عن بديل للتسعير. اشتق اسم برنت من لقب أطلقته شركة شل لاستكشاف النفط على حقل نفط قامت بالتحقق منه في منطقة بحر الشمال نيابة عن شركتي إكسون موبيل ورويال داتش شل. وقد قامت شركة شل بتسمية جميع الحقول النفطية بأسماء طيور، وفي هذه الحالة فقد سميت المنطقة على اسم إوز برنت.
يتأرجع سعر برنت بشكل يومي اعتمادا على النشاط الاقتصادي العالي والأسواق المالية، فمثلا في عام 2021 أنهى خام برنت شهر يونيو على إرتفاع بلغت نسبته حوالي 8% مسجلاً إرتفاعه الشهري الثالث على التوالي، وبمكاسب إجمالية زادت عن 30% منذ بداية العام الحالي.